# (4881) Robmackintosh
(4881) Robmackintosh es un asteroide perteneciente al cinturón de asteroides, descubierto el 1 de diciembre de 1975 por Carlos Torres desde la Estación Astronómica de Cerro El Roble, Chile.

## Designación y nombre
Designado provisionalmente como 1975 XJ. Fue nombrado Robmackintosh en honor al astrónomo argentino Roberto Mackintosh que fue el presidente de la Asociación Argentina Amigos de la Astronomía entre los años 2009 y 2012 para coordinar mejor las actividades de aficionados y profesionales.

## Características orbitales
Robmackintosh está situado a una distancia media del Sol de 2,313 ua, pudiendo alejarse hasta 2,419 ua y acercarse hasta 2,207 ua. Su excentricidad es 0,045 y la inclinación orbital 8,078 grados. Emplea 1285 días en completar una órbita alrededor del Sol.

## Características físicas
La magnitud absoluta de Robmackintosh es 14,2. Tiene 3,021 km de diámetro y su albedo se estima en 0,336.